# Джигкаев, Роман Таймуразович
Рома́н Таймура́зович Джигка́ев (29 ноября 1993, Владикавказ, Россия) — российский футболист, полузащитник клуба «Вест Армения».

## Карьера
Воспитанник волгоградского футбола. Начинал карьеру во второй команде «Волгограда». Затем перебрался в молодёжную команду нижегородской «Волги». В 2012 году находился в чешском «Банике», после чего играл за пешеланский «Шахтер». В сезоне 2013/14 выступал за молдавский «Зимбру», в составе которого стал обладателем Кубка Молдавии. В сезоне 2014/15 вместе с армавирским «Торпедо» выиграл первенство зоны «Юг» Второго дивизиона. Летом 2015 года перешёл в «Коломну». В июне 2016 года подписал контракт с клубом «Луч-Энергия», спустя год перешёл в «Зенит-Ижевск».

## Достижения
- Обладатель Кубка Молдавии: 2013/14
- Победитель зоны «Юг» Второго дивизиона России: 2014/15